# Upplands runinskrifter Fv1986;84
U Fv1986;84 är en vikingatida hällristning vid Askrikegatan i området Bo i Lidingö kommun, Stockholms län.

## Historik
Två runinskrifter har hittats på Lidingö. Den ena är Upplands runinskrifter 172 som står vid Dalängen intill Norra Kungsvägen i kommundelen Islinge. Den andra, som anges i Samnordisk runtextdatabas som Upplands runinskrift Fv1986;84, upptäcktes 1984 under ett 10 cm tjockt lager av jord och mossa på ett gravfält (fornlämning RAÄ-nummer: Lidingö 23:1) intill Askrikevägen strax öster om Bo gård. Inskriften är från vikingatiden och finns på en berghäll vilket betyder att den ligger på sin ursprungliga plats. Ristningen tillskrivs Åsmund Kåresson. Hela inskriptionen är cirka 2 meter hög och 1,4 meter bred och består av en sammanflätad orm. Högst upp finns ett kristet kors.

## Inskriften
Translitterering av runraden:
asmu-tr ... ris-- · runaʀ · eftiʀ × stein · faþurs·faþur · sin · auk · faþur · siba · ok × geiʀbiarnaʀ × aok ... ulfs · eaʀ · merki · mikit · at · man · koþan ×
Normalisering till runsvenska:
Asmu[n]dr  ris[ti] runaʀ æftiʀ Stæin, faðursfaður sinn, ok faður Sibba ok Gæiʀbiarnaʀ ok  Ulfs. Hiaʀ mærki mykit at mann goðan.
Översättning till nusvenska:
Åsmund ristade runorna till minne av Sten, sin farfader och fader till Sibbe och Gerbjörn och Ulf. Här ett mäktigt minnesmärke efter en god man.
Salberger (i ANF 1989 s. 43ff) tolkar eaʀ som eʀ (är).

### Detaljer

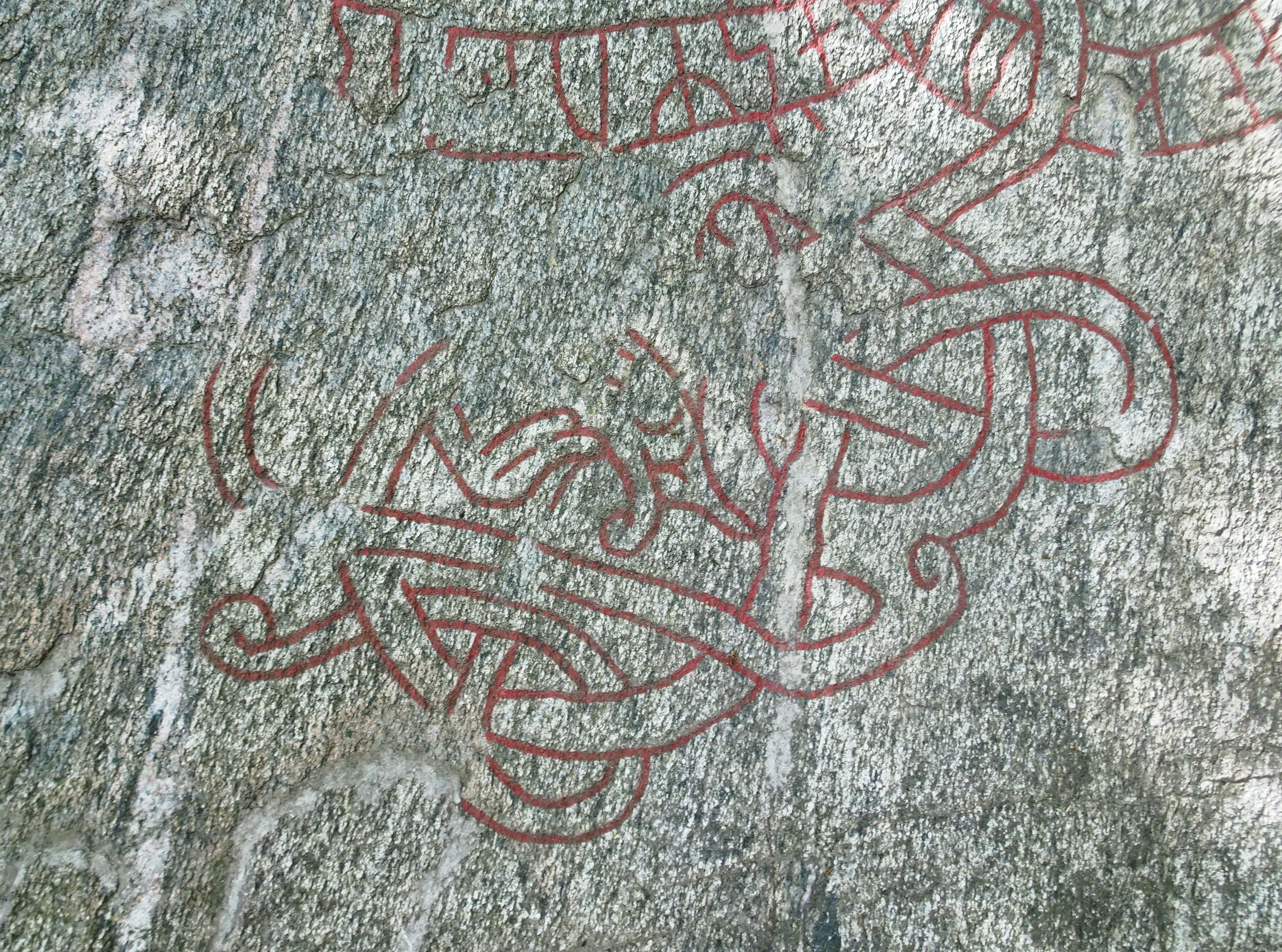
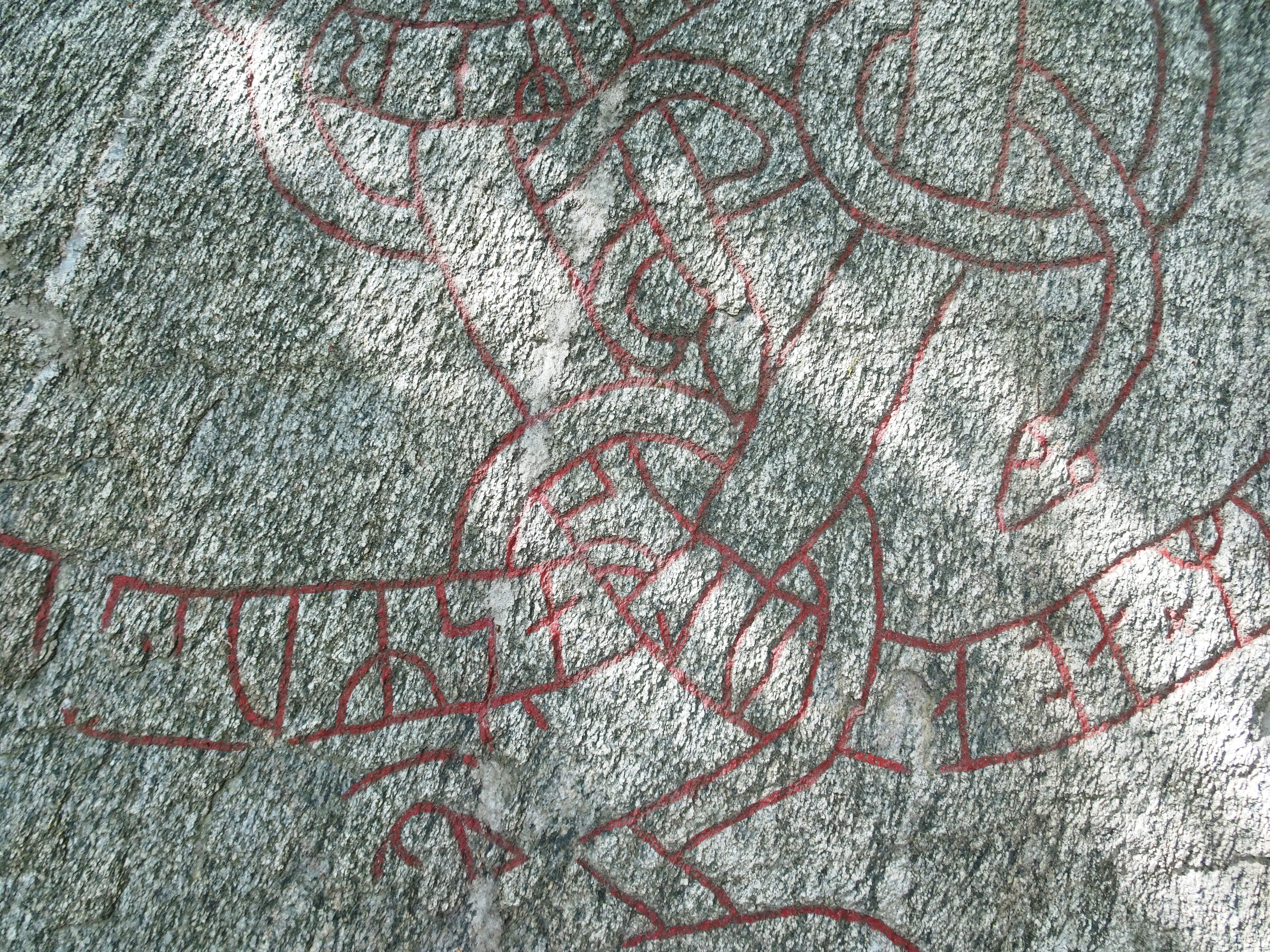
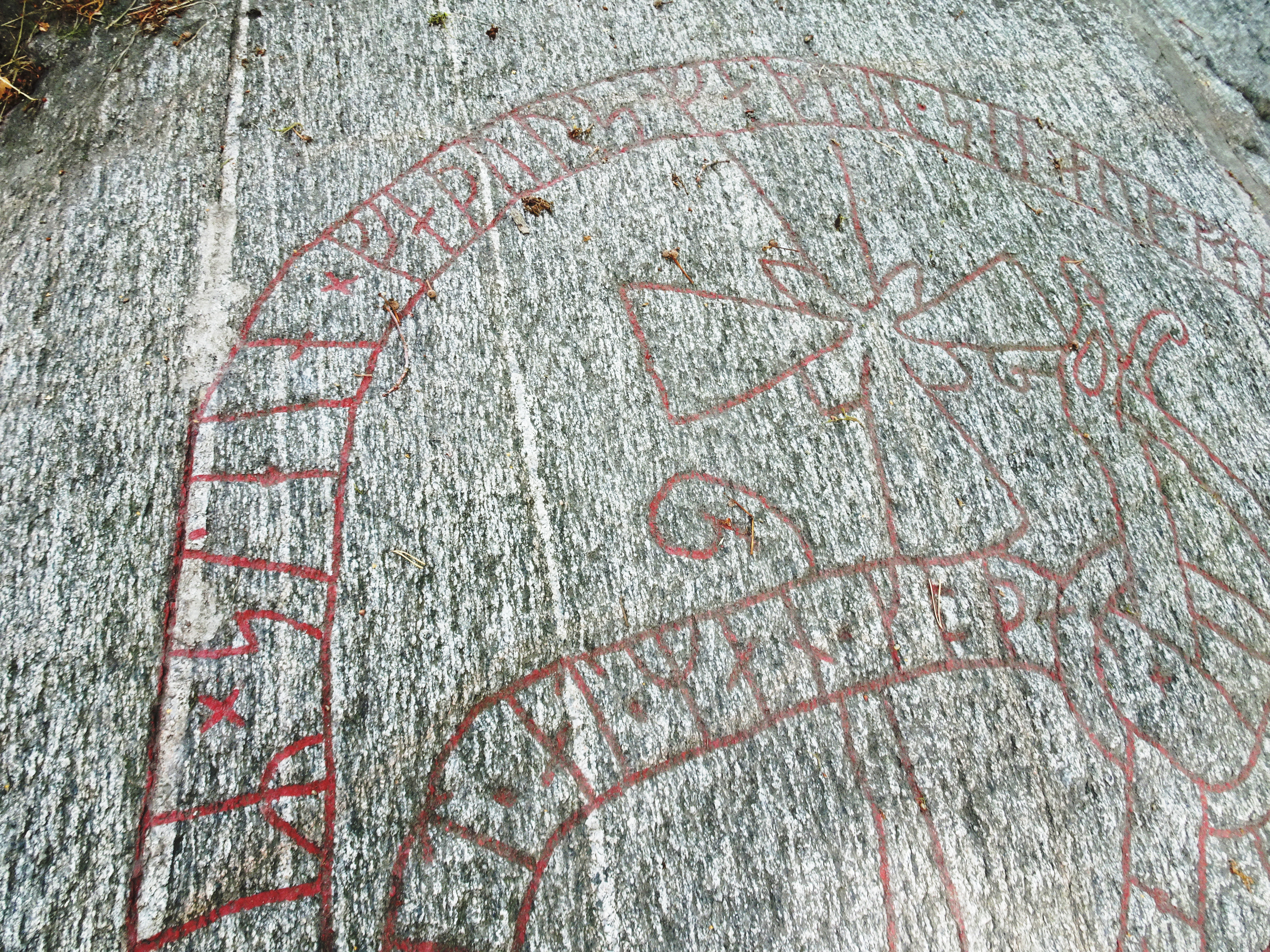
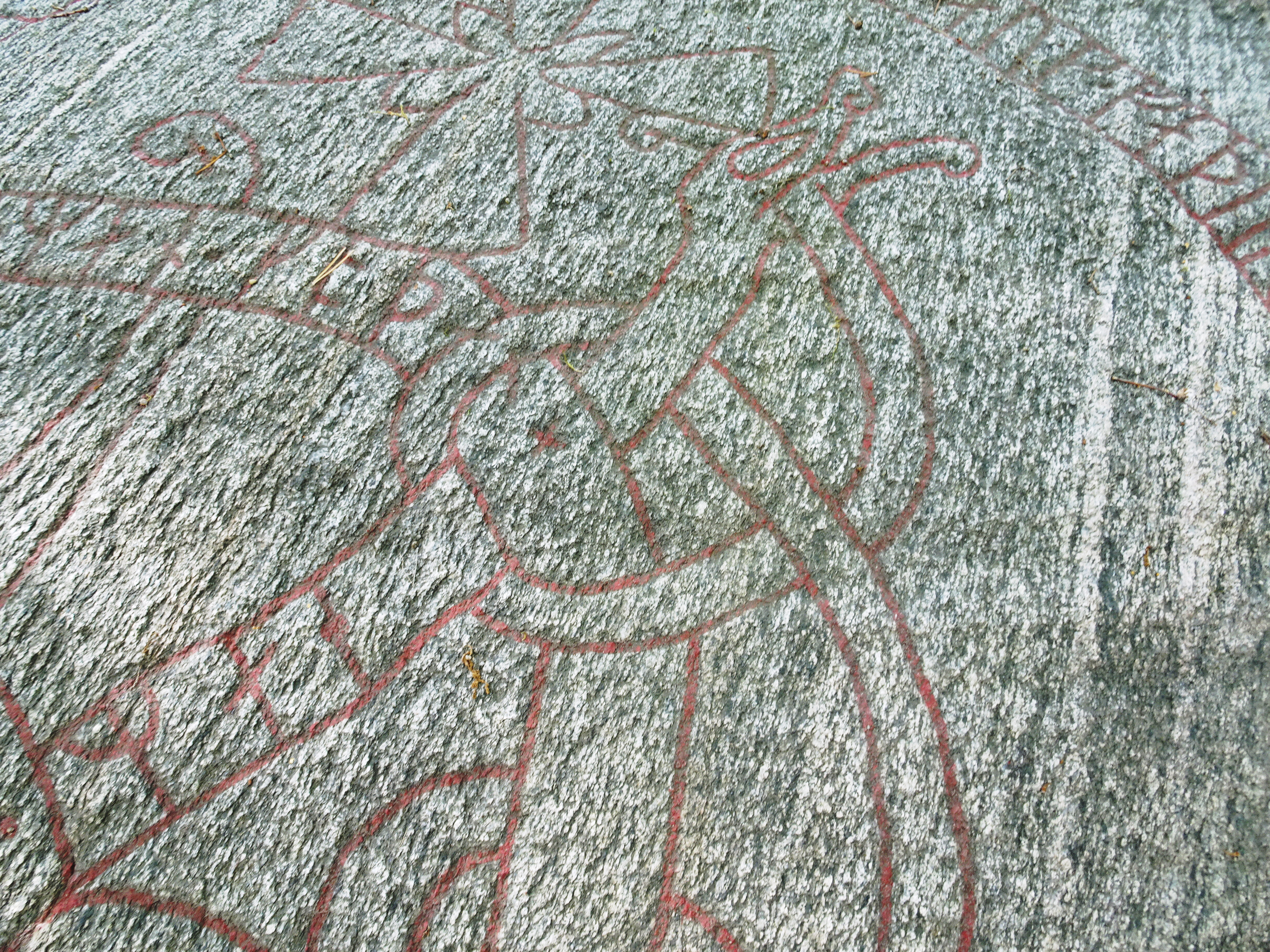